# غيل كين
غيل كين (بالإنجليزية: Gil Kane)‏ مواليد 6 أبريل 1926 في ريغا، لاتفيا - الوفاة 31 يناير 2000 في فلوريدا، هو فنان قصص مصورة أمريكي. امتدت مسيرته المهنية من الأربعينات الميلادية إلى التشعينات وعمل في العديد من شركات القصص المصورة الرئيسية والشخصيات. قام بالاشتراك في صنع النسخة الحديثة من شخصية الفانوس الأخضر وشخصية أتوم لدي سي كومكس.

## أعماله
من العناوين التي عمل عليها:
- ديتكتيف كومكس
- دومسداي
- فرقة العدالة
- دير رينغ ديس نيبلنغين
- كابتن أمريكا
- جوني بليز
- المدافعون
- ثور

## وصلات خارجية
- غيل كين على موقع IMDb (الإنجليزية)
- غيل كين على موقع الموسوعة البريطانية (الإنجليزية)
- غيل كين على موقع قاعدة بيانات الفيلم (الإنجليزية)